# Oh! My Lady
Oh! My Lady (em coreano:  오! 마이 레이디) é um drama sul-coreano dirigido por Park Young-soo. Foi transmitido originalmente pela rede coreana SBS, de 22 de março à 11 de maio de 2010. Consiste em uma comédia romântica sobre um top star que se encontra vivendo com sua faxineira, uma mulher de 35 anos que está tentando ganhar dinheiro para conseguir a custódia de seu filho.

## Sinopse
Uma dona de casa corajosa de 35 anos de idade, Yoon Gae Hwa (Chae Rim), assume o cargo de faxineira do irritadiço Sung Min Woo (Choi Siwon), a fim de ganhar dinheiro suficiente para recuperar a custódia de seu filho de seu ex--marido. Situações hilariantes e românticas resultam quando eles se encontram em uma situação de vida difícil como quando Min Woo paga Gae Hwa para cuidar de sua filha ilegítima, Ye Eun. Mas por causa de Ye Eun, Min Woo aprendeu a amar Gae Hwa, o mesmo ocorrendo com Gae Hwa, que aceitou a proposta de Min Woo para ela no final.

## Elenco
- Chae Rim como Yoon Gae Hwa
- Choi Siwon como Sung Min Woo[3]
- Lee Hyun-woo as Yoo Shi Joon[4]
- Moon Jung-hee como Han Jung Ah
- Park Han-byul como Hong Yoo Ra
- Kim Kwang-gyu como Han Min Kwan
- Kim Hee Won como Jung Yoon Suk
- Yoo Tae Woong como Kim Byung Hak
- Yoo Seo Jin como Lee Bok Nim
- Hwang Hyo Eun como Oh Jae Hee
- Heo Joon Suk como Choi Tae Goo
- Hong Jong-hyun como Kim Jin Ho
- Bang Joon Seo como Kim Min Ji
- Kim Yoo Bin (김유빈) como Ye Eun
- Lee Dae Yeon como Eom Dae Yong
- Chu Hun Yub como Chae Ho Suk
- Choi Sulli como companheira de corrida de Siwon (participação especial, ep1)
- Lee Han Wie como diretor (participação especial, ep1)
- Jun Hye Jin como atriz (participação especial, ep1)
- Na Young-hee como ex-chefe de Gae Hwa (participação especial, ep1)
- Jessica Jung como ela mesma (participação especial, ep7)
- Choi Sooyoung como ela mesma (participação especial, ep7)
- Kim Hyoyeon como ela mesma (participação especial, ep7)

## Trilha sonora
1. 그대인형 (Your Doll) por Sunny (Girls' Generation)
2. 못났죠 por Jo Seong Wook
3. Love is por 포맨 (4men)
4. 도시의 천사 por DJ Angwajang
5. 꽃은 핀다
6. 그대 인형 (versão scat) por Sunny (Girls' Generation)
7. 못났죠 (versão guitarra)
8. 슬픈 미소
9. Love is (versão bossanova)
10. 도시의 천사 (instrumental)